# Nanare Hananare
Nanare Hananare (菜なれ花なれ?) es una serie de televisión de anime japonesa original producida por DMM.com y animada por P.A. Works, ambientadas en la prefectura de Gunma.

## Personajes
Kanata Misora (美空かなた Misora Kanata?)
 Seiyū: Rika Nakagawa
Suzuha Obunai (小父内涼葉 Obunai Suzuha?)
Seiyū: Yuki Nakashima
Anna Aveiro Nakamura dos Santos Moreira (杏那・アヴェイロ Anna Avueiro?)
 Seiyū: Larissa Tago Takeda
Nodoka Ōtani (大谷穏花 Ōtani Nodoka?)
 Seiyū: Manaka Iwami
Shion Tanizaki (谷崎詩音 Tanizaki Shion?)
 Seiyū: Moe Kahara
Megumi Kaionji (海音寺恵深 Kaionji Megumi?)
 Seiyū: Miku Itō
Noichigo Izawa (伊沢野苺 Izawa Noichigo?)
 Seiyū: Azusa Tadokoro
Hana Nabatame (生天目華 Nabatame Hana?)
 Seiyū: Yūna Kitahara
Hiiragi Kanzaki (神崎柊 Kanzaki Hiiragi?)
 Seiyū: Rikako Aida
Miyabi Kushida (櫛田雅 Kushida Miyabi?)
 Seiyū: Yū Serizawa

## Producción y lanzamiento
Nanare Hananare fue animada por P.A. Works. Está dirigida por Kōdai Kakimoto, presenta diseños de personajes originales de Takada Tomomi que fueron adaptados a diseños de anime por Kanami Sekiguchi y presenta un guion de Kakimoto, Yuniko Ayana y Midori Gotō. Se emitió del 7 de julio al 23 de septiembre de 2024 en TV Tokyo y sus afiliadas. El tema de apertura es "Cheer for you!", mientras que el tema de cierre es "with", ambos interpretados por PoMPoMs (Rika Nakagawa, Yuki Nakashima, Larissa Tago Takeda, Manaka Iwami, Moe Kahara y Miku Itō). Crunchyroll obtuvo la licencia de la serie fuera de Asia.